# Morne
Pour les articles homonymes, voir Morne (homonymie) et Morné.

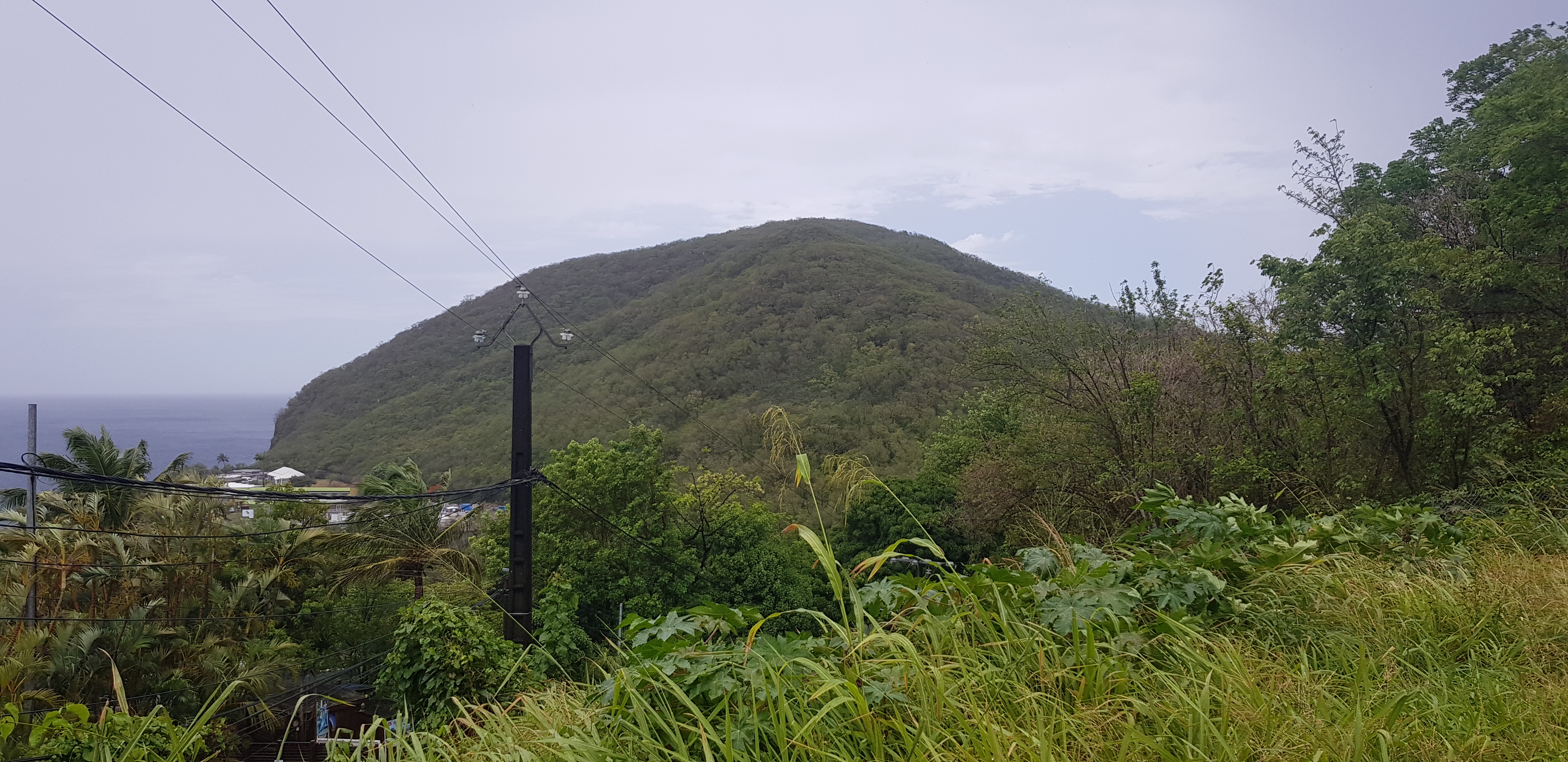
Gros morne de Matouba.

Le mot morne désigne un relief d'une île ou d'un littoral, généralement une colline.

## Étymologie
Le terme pourrait provenir de l'espagnol morro, qui désigne un monticule ou un rocher, mais cette idée ne fait pas l'unanimité. Issu du créole des Antilles françaises, il s'est étendu aux créoles réunionnais, mauricien et seychellois dans l'océan Indien et entre dans la composition de plusieurs toponymes dans les lieux où il est employé, jusqu'au Québec ou à Terre-Neuve.

## Mornes dans le monde

### Canada
Terre-Neuve
- Le Gros Morne, situé dans le parc national du Gros-Morne.

Québec
- Le morne de Saint-Sébastien (Lac-Drolet), situé dans la MRC Le Granit.

### Caraïbes
Dominique
- Le morne Diablotins, un volcan de la Dominique, point culminant du pays avec 1 447 mètres d'altitude. C'est le deuxième plus haut sommet des Petites Antilles après la Soufrière en Guadeloupe.
- Le morne Trois Pitons, un volcan de la Dominique. Il s'élève à 1 387 mètres d'altitude au-dessus de la capitale Roseau.
- Le morne aux Diables, un volcan de la Dominique. Il s'élève à 861 mètres d'altitude.

### Outre-mer français

#### Guadeloupe

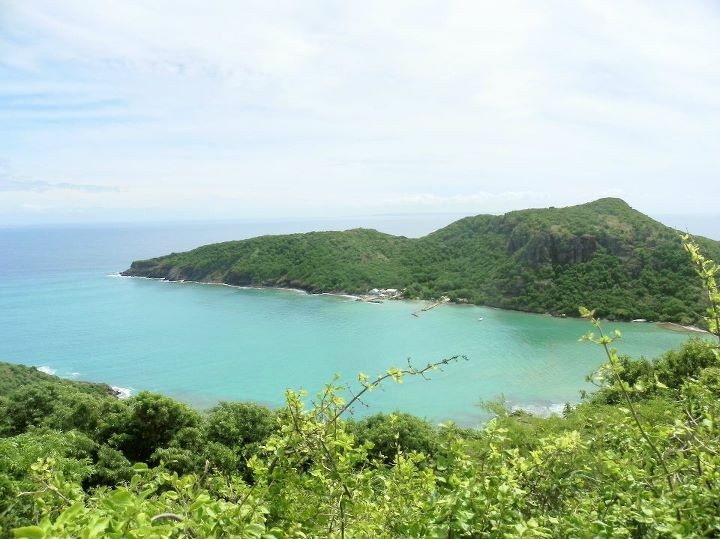
Le morne Morel sur l'île de Terre-de-Haut.

Les mornes, présents en Basse-Terre, sont les seuls reliefs de la Grande Terre en Guadeloupe. Le plus haut morne de Grande-Terre est le morne Deshauteurs, qui culmine à 136 m.
Lors de l'installation des colons en Guadeloupe, les habitations sont construites au sommet des mornes, permettant ainsi « la surveillance des esclaves, aussi bien dans les champs que chez eux » tout en marquant symboliquement la supériorité des maîtres. La situation élevée assure également une bonne ventilation.
Les Grands-Fonds, en Grande Terre, sont une succession de mornes à forte déclivité séparés par des ravines à fond plat. Ces collines karstiques sont créées par ruissellement des eaux de pluie. Le « dédale de petites collines et de vallées toutes plus semblables les unes aux autres » rend le lieu difficilement praticable. Il a permis aux Amérindiens puis aux Marrons de fuir les colons.

#### Martinique
Plusieurs lieux intègrent ce nom dans leur toponymie : Gros-Morne, Le Morne-Vert, Le Morne-Rouge, Morne Congo, ...

#### La Réunion
Le deuxième sommet de l'île porte le nom de Gros Morne.

#### Guyane
Quelques toponymes contiennent ce mot : morne Coco (quartier de Remire-Montjoly).

#### Saint-Pierre-et-Miquelon
Quelques collines de l'archipel intègrent ce nom dans leur toponymie, comme le Morne de la Grande Montagne.

### Île Maurice

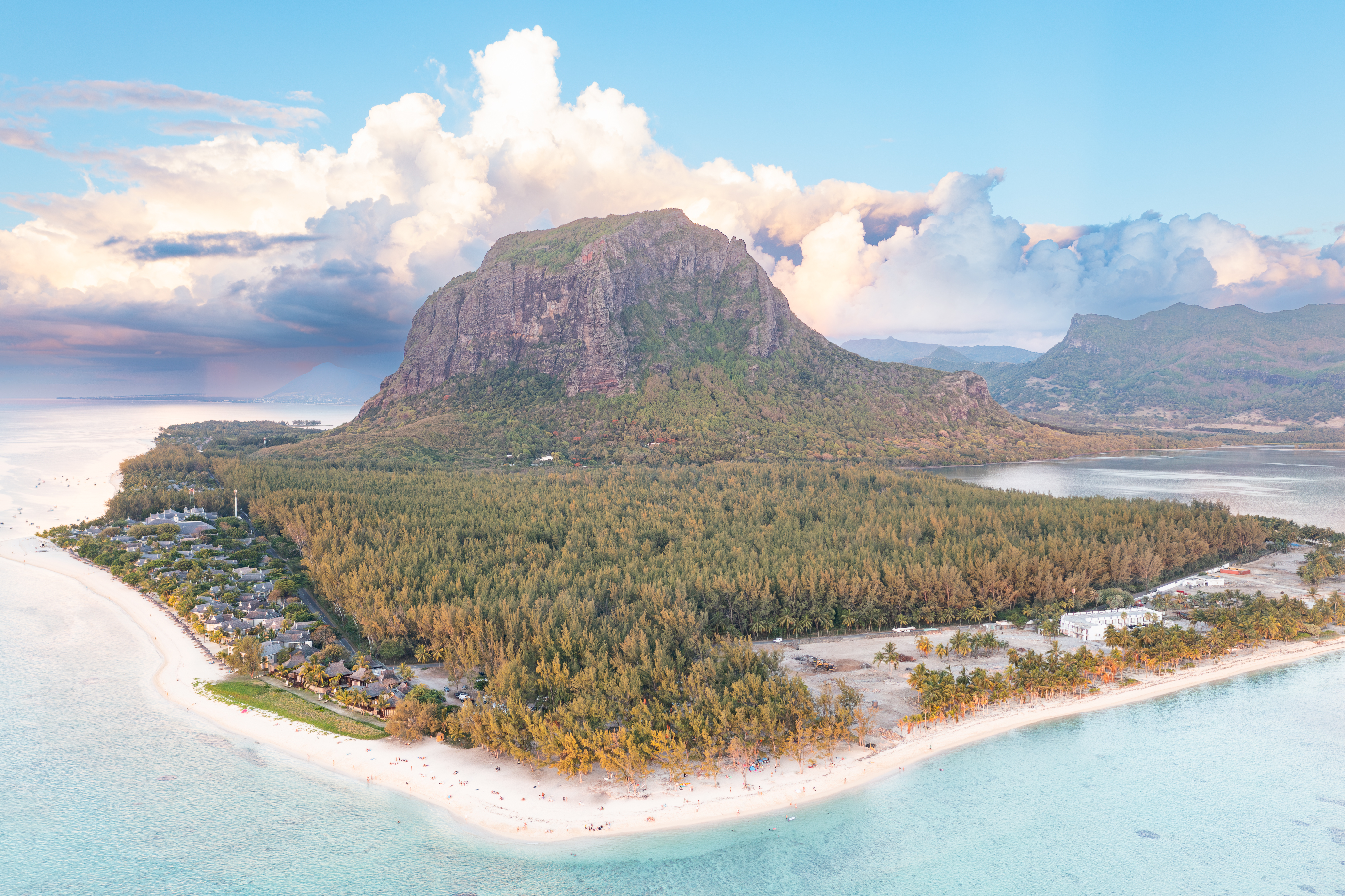
Le morne Brabant de l'île Maurice.

Le morne Brabant, au sud-ouest de l'île Maurice, est une montagne basaltique abrupte de 555 mètres classée au patrimoine mondial de l'UNESCO depuis le 6 juillet 2008. Il a été utilisé comme refuge par des esclaves en fuite, les marrons, au cours du XVIIIe siècle et des premières années du XIXe siècle. Il est devenu un symbole du marronnage et de la résistance à l'esclavage.

### Seychelles
- Morne Seychellois
- Morne Blanc